# Cervinia bradya
Cervinia bradya är en kräftdjursart som beskrevs av Norman 1903. Cervinia bradya ingår i släktet Cervinia och familjen Cerviniidae. Inga underarter finns listade i Catalogue of Life.